# Molophilus (Promolophilus) afghanicus
Molophilus (Promolophilus) afghanicus is een tweevleugelige uit de familie steltmuggen (Limoniidae). De soort komt voor in het Palearctisch gebied.